# پیتر نرو
پیتر نرو (انگلیسی: Peter Nero؛ زادهٔ ۲۲ مهٔ ۱۹۳۴) پیانیست، موسیقی‌دان، و رهبر ارکستر موسیقی پاپ اهل ایالات متحده آمریکا است. او از سال ۱۹۷۹ تا ۲۰۱۳ فیلی پاپس را رهبری کرد و دو جایزه گرمی از جمله جایزه گرمی بهترین هنرمند جدید را به دست آورد.
نرو با نوازندگان برجسته ای از جمله فرانک سیناترا، مل تورمی، اندی ویلیامز، ری چارلز، دیزی گیلیسپی، دیان شوور، راجر کلوی، و التون جان کار کرده‌است.